# یابوکووو
یابوکووو (به لاتین: Jabłkowo) یک روستا در لهستان است که در گمینا سکوکی واقع شده‌است.